# Gyula Lelovics
Gyula Lelowichnak, noto in Italia come Gyula Lelovics, Gyula Lelovich o Giulio Lelovics (Ódorfa, 29 agosto 1897 – Wetzikon, 15 maggio 1978), è stato un allenatore di calcio ungherese.

## Carriera
Assunse la guida del Bologna nel corso della stagione 1930-1931, con cui l'anno successivo iniziò, con la vittoria della Coppa Europa Centrale 1932, l'epopea dello squadrone che tremare il mondo fa, poi consacrata dal connazionale Árpád Weisz. Negli anni successivi guidò Livorno e Palermo in Serie A, oltre a Piombino e Siracusa in terza divisione.
Nel 1939 tornò a Bologna per occuparsi prevalentemente del settore giovanile. Nel 1940-1941 allenò anche la S.S. Amatori Calcio Bologna. Nel dopoguerra, stagione 1946-1947, allenò la Centese in terza serie con la quale ottenne la promozione in Serie B. Nel 1947-1948, coadiuvato dal D.T. Felsner, tornò ad allenare il Bologna; anche nelle ultime giornate del campionato 1951-1952 Dall'Ara gli affidò la conduzione della prima squadra ottenendo la salvezza.
Durante tutti gli anni cinquanta alternò il lavoro di Direttore del settore giovanile del Bologna con alcune esperienze alla guida di squadre come Rimini, Vis Pesaro e Hellas Verona.
Le cronache del periodo lo indicano come lo scopritore del talento di Giacomo Bulgarelli, che abitava a Bologna nella sua stessa via, e che Lelovics vedeva spesso giocare in cortile dalla finestra di casa.

## Palmarès

### Allenatore

#### Club

##### Competizioni nazionali
- Serie B: 1

Livorno: 1932-1933
- Serie C: 1

Centese: 1946-1947

##### Competizioni internazionali
- Coppa dell'Europa Centrale: 1

Bologna: 1932